# سیاره پف کرده
سیاره پف کرده یا سیاره پشمکی یا سوپر-پاف (به انگلیسی: super-puff)، نوعی سیاره فراخورشیدی که جرم آن تنها چند برابر جرم زمین اما شعاع آن بیشتر از شعاع نپتون است و با این کار به آن چگالی متوسط بسیار کمی می‌دهد. این سیارات خنک‌تر و کم جرم‌تر از مشتری‌های داغ متورم با چگالی کم هستند.